# Геркуланум
Геркуланум (лат. Herculaneum, італ. Ercolano) — давньоримське місто в італійському регіоні Кампанія, на березі Неаполітанської затоки, поруч з сучасним Ерколано. Разом з містами Помпеї та Стабії, Геркуланум припинив існування під час виверження Везувію 24 серпня 79 року — був похований під шаром пірокластичних потоків.
1997 року Геркуланум разом з Помпеями занесено до списку Світової спадщини ЮНЕСКО за № 829.

## Історія
За міфом, що його переповів Діонісій Галікарнаський, місто спорудив сам Геркулес. Насправді, швидше за все, перше поселення на місці Геркуланума було засноване в кінці VI століття до н. е. плем'ям осків, попередників самнітів. Потім місто потрапило в сферу грецького впливу, у той час воно було важливе як порт. Ймовірно, саме греки назвали місто — вперше Геркуланум згадується в творі давньогрецького філософа Теофраста під назвою Гераклеон. В IV столітті до н. е. Геркуланум захопили самніти, й тільки в I столітті до н. е. він перейшов під контроль Риму, коли в ході Союзницької війни римляни придушили повстання італійських племен. У той же період (близько 89 року до н. е.) Геркуланум отримав статус муніципія. Управляли містом дуумвіри, які щорічно переобиралися .
Землетрус 62 року завдав Геркуланумові значних втрат (археологічні роботи виявили, що міські будівлі були пошкоджені, а потім відбудовані зусиллями Марка Нонія Бальба. До моменту загибелі це було невелике місто з населенням близько 4 000 осіб, яке мальовничо розташовувалося на березі Неаполітанської затоки. Геркуланум — місто у формі прямокутника площею близько 20 га — оперізувалося фортечним муром. Дороги (п'ять кардо і три декумануси) розбивали його на кілька інсул.

## Загибель Геркуланума

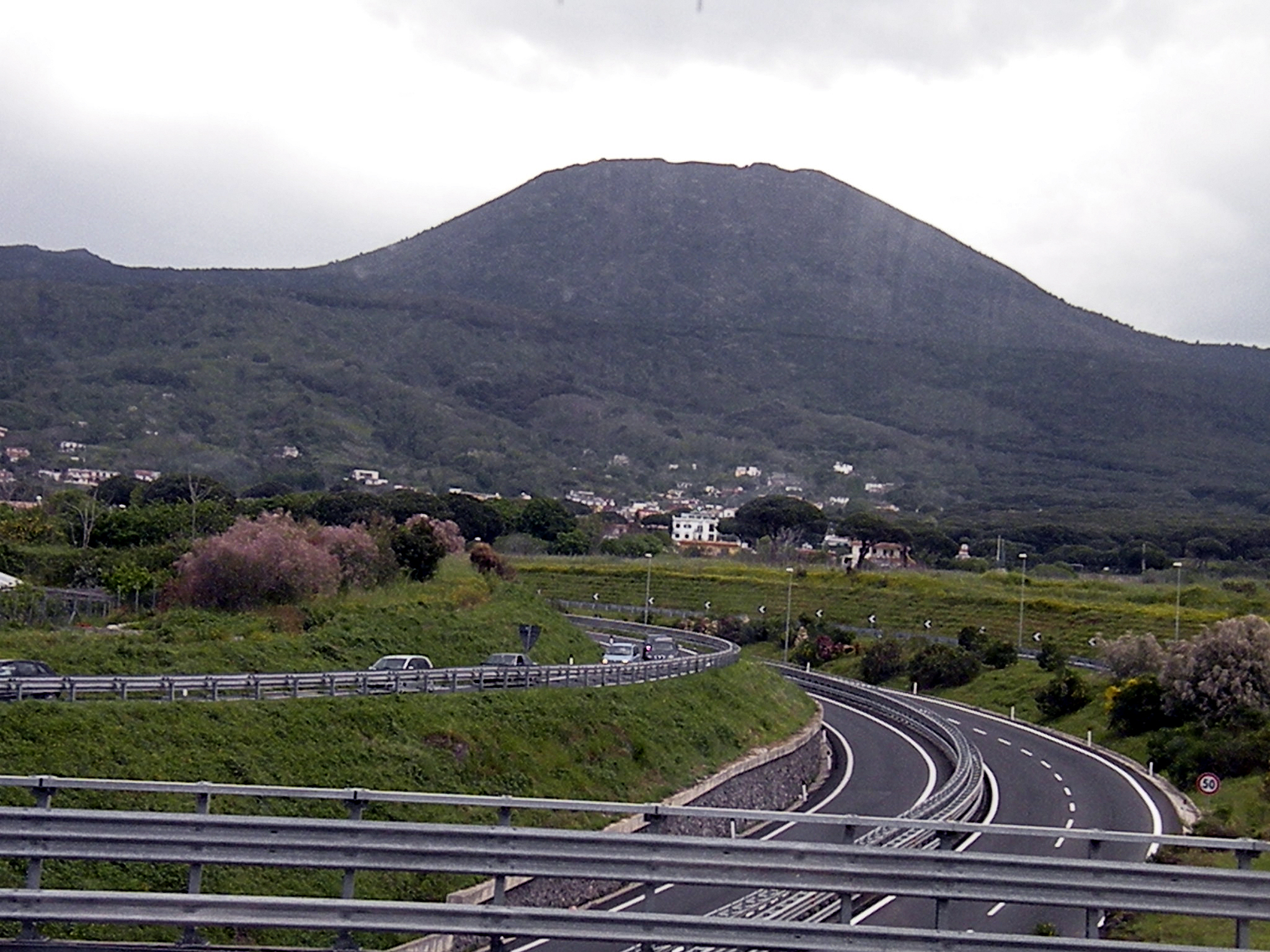
Везувій з боку Ерколано

Виверження Везувію, котрий перебував у малоактивному стані близько 800 років, почалося вдень 24 серпня 79 року. Хронологію подій вдалося відновити за даними археологічних розкопок і двома листами, що були адресовані римському історикові Тациту Плінієм Молодшим, свідком катаклізму.

Міста в Неаполітанській затоці, що припинили існування після виверження Везувію

Близько першої години дня з жерла Везувію стався потужний викид вулканічного попелу, що сформував хмару, яка під впливом вітру почала швидко рухатися на північний схід і незабаром накрила Помпеї і Стабії. Обидва міста поступово опинилися повністю похованими під шаром попелу — настільки великим, що під його вагою обвалилися дахи будинків.
Оскільки Геркуланум лежить на захід від Везувію, перша фаза виверження не завдала йому сильних ушкоджень. Однак переважна більшість городян, стурбованих тим, що відбувається, втекла з міста. Спочатку вважалося, що врятуватися вдалося всім жителям, та потім у місті були виявлені поодинокі людські останки, а в 1982 році археологи знайшли 12 ангарів для човнів біля узбережжя, у тісних приміщеннях яких знаходилося близько 250 скелетів. Загиблі, ймовірно, хотіли перечекати виверження в місті. Були знайдені також їхні особисті речі, наприклад, хірургічні інструменти та жіночі коштовності.
З настанням темряви виверження не припинилося. Після півночі у бік Геркуланума зі швидкістю близько 100 км/год почали сходити пірокластичні потоки. Розпечена лава (близько 400 °C) досягла міста близько першої години ночі, від чого всі, хто ще залишався в місті, загинули. Проте міські споруди досить добре збереглися. Це пояснюється тим, що потік настільки герметично й рівномірно заповнив внутрішні приміщення будинків, що місто на багато століть залишилося без доступу повітря, здатного викликати розкладання органічних матеріалів (наприклад, тканини й дерева). Коли вітер змінився і на Геркуланум почав осідати попіл, будівлі вже перебували під високим шаром туфу, тому покрівлі ряду будинків не обвалилися. Висока температура лави забезпечила випаровування води, завдяки чому збереглися навіть сувої папірусів.

## Розкопки
Відкриття Геркулануму сталося випадково. В 1710 році селянин Амброджо Нучеріно, копаючи колодязь, натрапив на мармурові уламки (як потім з'ясувалося, це були руїни театру Геркуланума). Про знахідку сповістили Еммануїла-Моріса Лотаринзького, герцога д'Ельбефа, французького дворянина у вигнанні й командувача австрійським полком, що стояв з 1707 року в Неаполі. Викупивши ділянку землі навколо колодязя Нучеріно, герцог протягом 9 місяців за свої кошти проводив там розкопки шляхом пробивання штолень. Він знайшов 9 статуй, які подарував своїм покровителям, у тому числі своєму кузенові принцу Євгенієві Савойському.

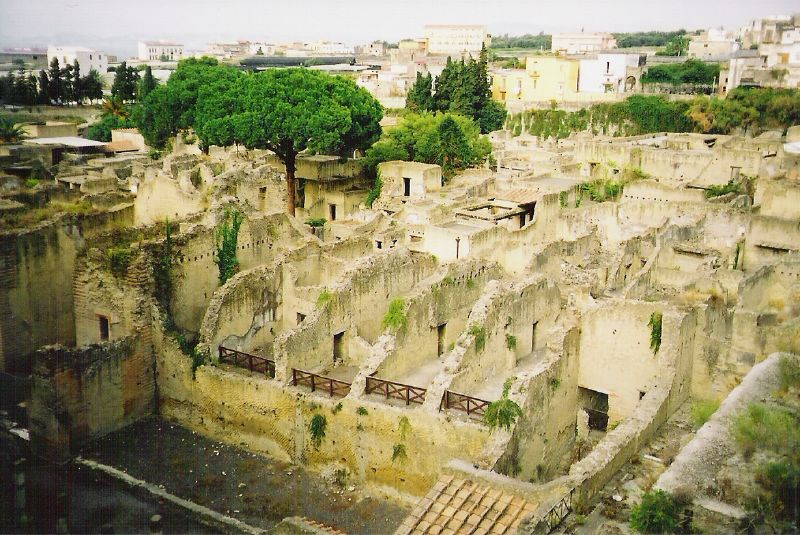
Руїни Геркуланума

1738 року з ініціативи Карла III, короля Неаполя і Сицилії, археологічні роботи в районі театру поновилися. Найцінніші знахідки — наприклад, мармурові та бронзові статуї — вилучалися й потрапляли в королівську резиденцію в прилеглому місті Портічі, де в 1758 році було відкрито музей Геркуланума. В кінці 1740-х років була знайдена бібліотека сувоїв, так звана Вілла папірусів, після чого розкопки розгорнулися з новим розмахом. В 1750–1761 та 1764–1765 роках ними керував Карл Вебер, військовий інженер із Швейцарії. Складені ним точні плани дозволяють відновити хронологію розкопок та ідентифікувати колишнє місцезнаходження окремих предметів мистецтва. У 1765 році через вихід газу в одній зі штолень розкопки було згорнуто, а виходи запечатано. Нову серію розкопок, цього разу відкритим способом, почав у 1828 році Франциск I, король Обох Сицилій. До 1855 року роботами на придбаній державою ділянці площею 900 м² керував архітектор Карло Бонуччі. Потім вони були припинені через великі витрати, пов'язані з перенесенням ґрунту. Геркуланум продовжили розкопувати в 1869 році під патронажем короля Віктора Еммануїла II, але через шість років діяльність на ділянці знову було припинено через дорожнечу.
Археологічна активність у місті поновилася тільки в 1924 році й тривала під керівництвом Амадео Маюрі до 1958 року. В 1960–1969 роках роботи проводилися в північному секторі міста, потім у південному, де в 1982 році в ангарах були виявлені людські скелети і 10-метровий дерев'яний човен. Частина міста як і раніше похована під шаром породи, але поновлення розкопок утруднене через збіг меж Геркуланума із міськими кварталами сучасного Ерколано.

## Міські споруди

### Інсула II

#### Дім Арістіда
Вхід цієї будівлі веде безпосередньо до атріуму. Інша частина будівлі була серйозно пошкоджена під час ранніх розкопок.

#### Дім Аргуса
Цей будинок — перша відкрита в Геркуланумі двоповерхова будівля — був названий на честь фрески із зображенням Іо та Аргуса, яка була написана на стіні кімнати поруч з просторим, оточеним колонадами перистилем. Тепер вона втрачена. Раніше будинок Аргуса безперечно входив до числа найкрасивіших вілл міста.

#### Дім Генія

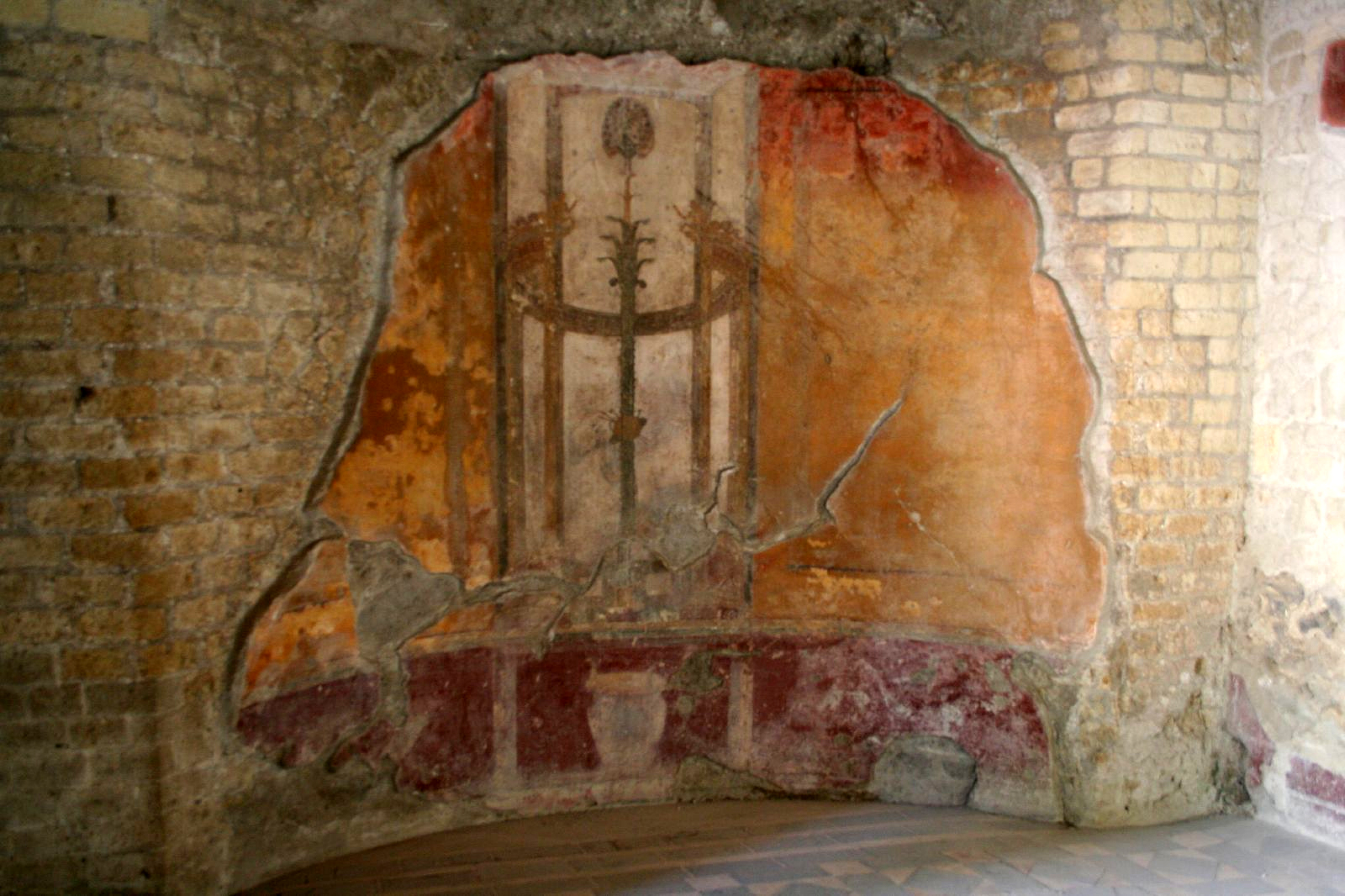
Фрески на стіні будинку зі скелетом

Будинок Генія, розкопки якого велися в 1828–1850 роках, назвали на честь статуетки Купідона або Генія, яка була частиною мармурового канделябра. Будинок очищений від породи тільки частково, оскільки наполовину схований під сучасним містом Ерколано — можна побачити тільки великий перистиль з прямокутним фонтаном у центрі.

### Інсула III

#### Будинок зі скелетом
Будівлю було названо через людський скелет — це була перша жертва виверження, виявлена в Геркуланумі в 1831 році (раніше вважалося, що абсолютно всім жителям вдалося врятуватися). Ця будівля складається з трьох будинків, один з яких — з критим атріумом і без звичайного для античних будинків імплювія, резервуара для збору дощової води. У глибині атріуму розташовано два німфея (святилища, присвячених німфам), а у дворику — прикрашений мозаїкою вівтар для ларів.

#### Заїжджий двір

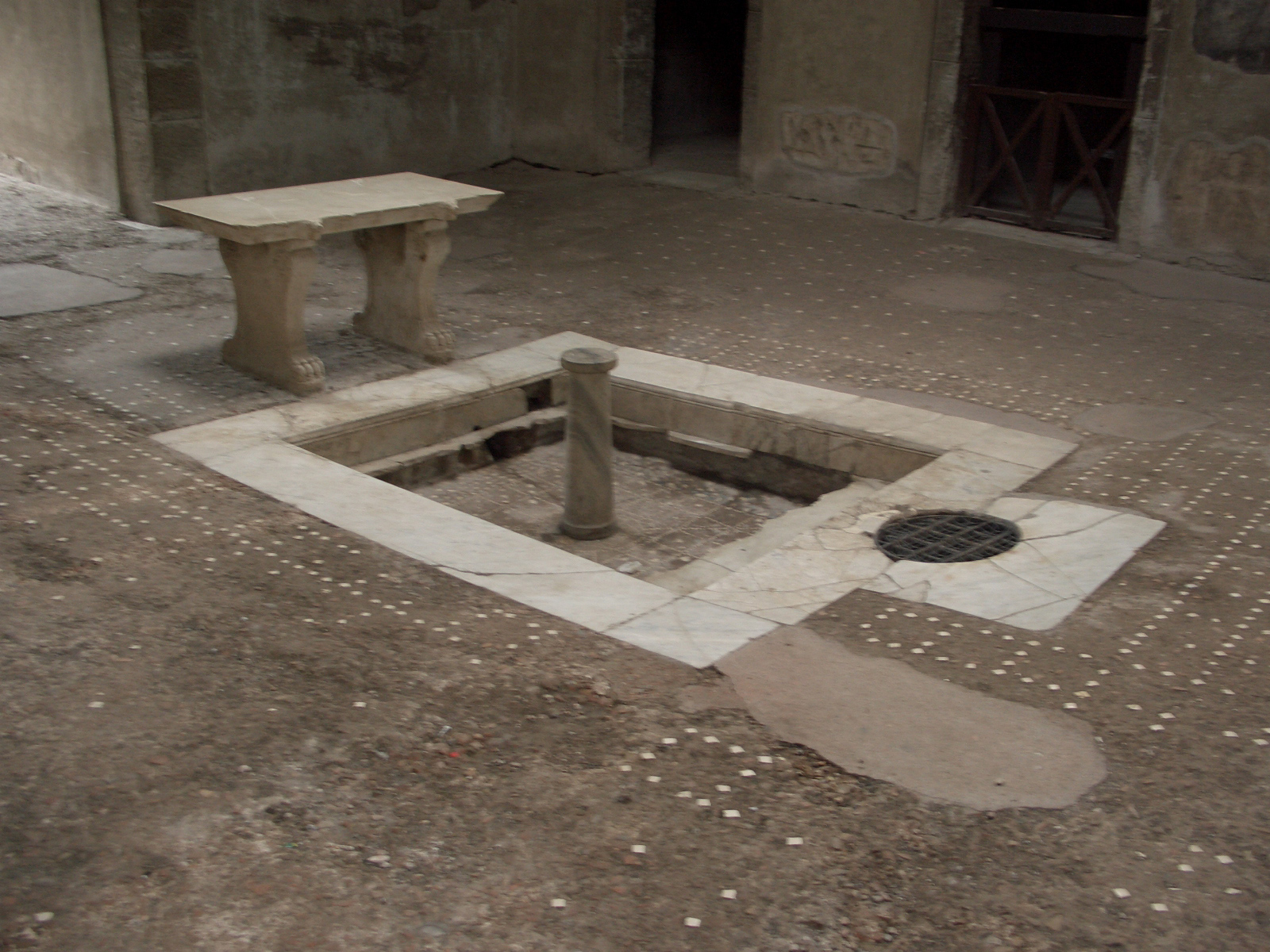
Атріум з імплювієм

Цей будинок отримав таку назву через свій значний розмір — 2 150 м². Насправді це не готель, а розкішна приватна вілла I століття н. е., обернена в бік моря. На жаль, будівля постраждала і під час виверження, і при перших археологічних роботах. Усередині розташовані численні покої, атріум, розписані фресками терми (причому, це єдині приватні терми в усьому Геркуланумі), тераса з портиком і просторий перистиль з садом. Є версія, що будинок був пошкоджений під час землетрусу 62 року й перепроданий іншим власникам, які перетворили його на готель. Розкопки цього будинку були розпочаті Бонуччі в 1852 році й завершилися під керівництвом Маюрі в 1930-х.

#### Будинок з бронзовою гермою
Будинок має видовжену форму, характерну для помешкань самнітів. Названий на честь бронзової герми, знайденої в таблінумі — кімнаті, призначеній для зберігання документів і проведення ділових зустрічей — та імовірно є ercolano.jpg скульптурним портретом господаря[недоступне посилання з липня 2019]. У правому кутку таблінуму, вимощеного в техніці opus sectile, були сходи, що ведуть в приміщення другого поверху. Інтерес становлять фрески на морську тематику в триклініях — приміщенні, де проходили трапези.

#### Будинок з дерев'яним каркасом

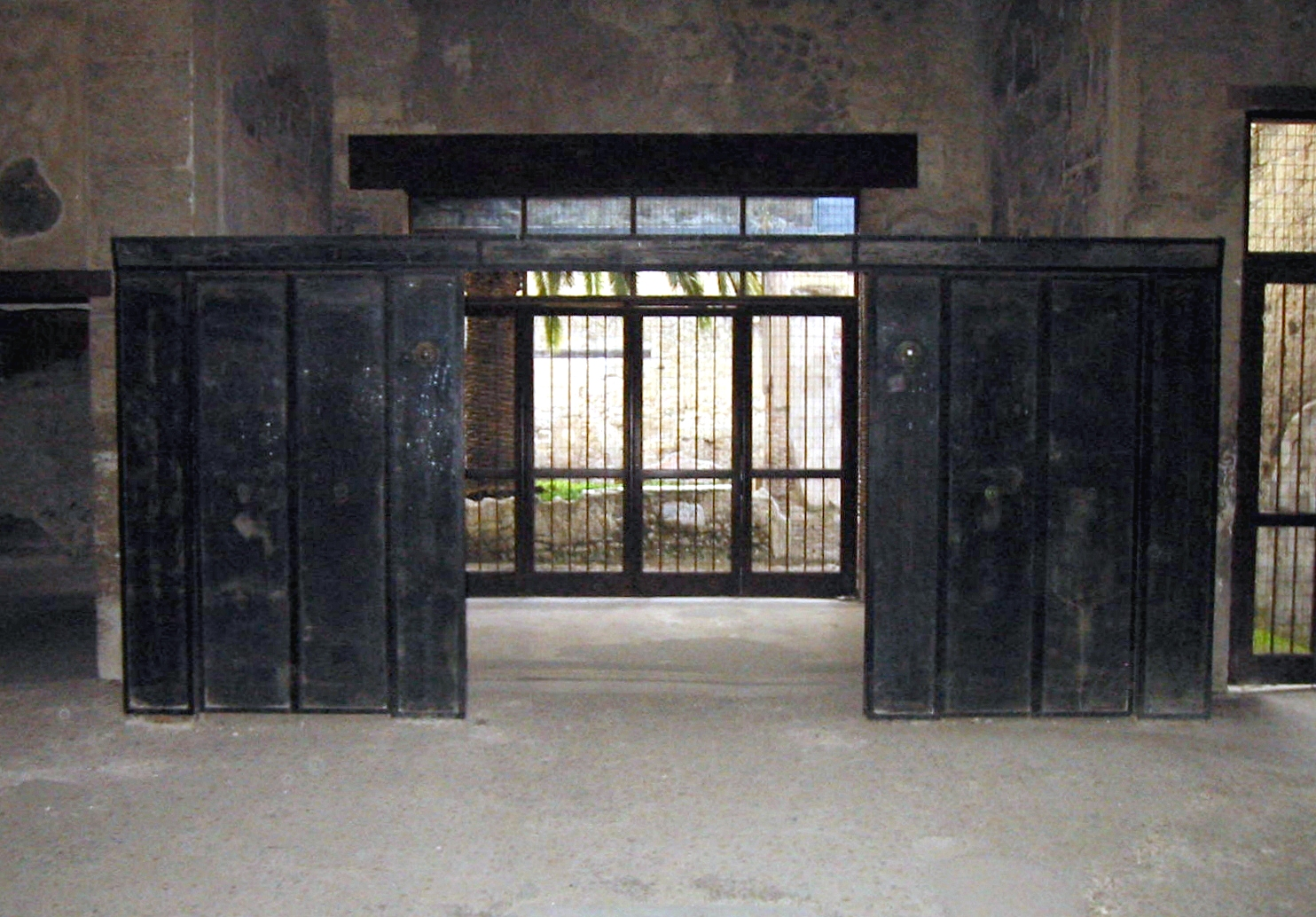
Збережена дерев'яна перегородка

Технологія будівництва цього будинку під назвою opus craticium була проста і не вимагала великих витрат — дерев'яні ґратчасті каркаси стін, укріплених цегляними пілястрами, заповнювалися сумішшю гальки і вапна, яка після затвердіння утворювала міцну конструкцію. Будинок з дерев'яним каркасом — найкраще збережена будівля такого типу, що виявлена в Геркуланумі. Внутрішнє планування і два окремі входи — один з яких підтримують цегляні іонічні колони org/mediacenter/41-ercolano.jpg балкон[недоступне посилання з липня 2019] — дозволяють припустити, що в будинку проживало дві родини, житла яких поділяв дворик із загальним імплювієм. Всередині зберігся ряд предметів інтер'єру: дерев'яні основи ліжок, мармуровий стіл, шафа з кухонним начинням, кушетка для лежання в триклініях, вівтар зі статуетками ларів.

#### Дім із дерев'яною перегородкою
Цей будинок був споруджений ще за часів самнітів, у епоху Октавіана Августа він зазнав перепланування — був побудований другий поверх з окремими квартирами, призначеними для здавання в оренду, а приміщення першого поверху були переобладнані під крамниці. Найпримітнішими є фасад будинку і просторий Атріум|атріум з імплювієм посередині. Збереглася майстерно виконана дерев'яна перегородка (за якою й названо будинок) з кільцями для олійних ламп, яка призначалася для відділення простору атріуму від таблінума. За таблінумом розташовується перистиль і перехід в кімнати, у тому числі в триклінії.

### Інсула IV

#### Будинок з мозаїчним атріумом
Цей будинок — одна з найбільш вражаючих і найкраще збережених будівель Геркуланума. Підлога його атріуму викладена чорно-білими мозаїчними плитками[недоступне посилання з липня 2019], квадратними й прямокутними. Простір великого екуса, що використовувався для прийому гостей і як їдальні, розділений двома рядами пілястр на три нави. За атріумом був портик з вікнами і садом у центрі, звідки можна було потрапити в триклінії та інші кімнати. Зі східного боку портика розташовані чотири кубікулуми (спальні), розписані вишуканими фресками на червоному тлі, й майстерно облаштовані екседрами, також прикрашена фресками з сюжетом на тему покарання Дірк і зображенням Діани та Актеон а. За триклініях розташована крита галерея з видом на море, яка примикає до двох невеликих павільйонах, які, ймовірно, виконували функцію оглядових майданчиків. У будинку збереглося чимало предметів обстановки, зокрема колиска та столик з дерева.

#### Будинок з оленем
Цей будинок, як і будинок з мозаїчним атріумом, що межує з ним, входить до числа найпишніших осель Геркуланума, з тераси яких відкривається чудова панорама затоки. Всередині було виявлено хлібний коржик з печаткою Селера, раба Гранія Верія, відпущеного незадовго до виверження. Це дозволило ідентифікувати власника будинку. У відносно невеликому атріумі будинку з оленем немає комплювія (отвори в даху для стоку води) та імплювія, характерних для античних будівель. З атріуму можна потрапити до приміщення кухні, алькова й великого триклінія зі стінами, розписаними фресками в третьому стилі, й викладеним різнобарвною мармуровою підлогою. При розкопках в саду були виявлені круглі мармурові столи і дві скульптурні групи [Архівовано 30 листопада 2012 у Wayback Machine.], кожна з яких зображала оленя, загнаного собаками. Сад оточений портиком з чотирма аркадами, головною прикрасою яких колись були сині мозаїчні панелі з зображенням титану Океану та купідонів, що осідлали морських чудовиськ (частина з них у XVIII столітті була знята і виставлена зараз в Національному археологічному музеї Неаполя). Далі йдуть приміщення літнього триклінія, два кубікулума для денного відпочинку, велика відкрита тераса й кімната, розписана фресками в четвертому стилі, з мармуровою статуєю сатира з винним бурдюком.

#### Будинок з альковом

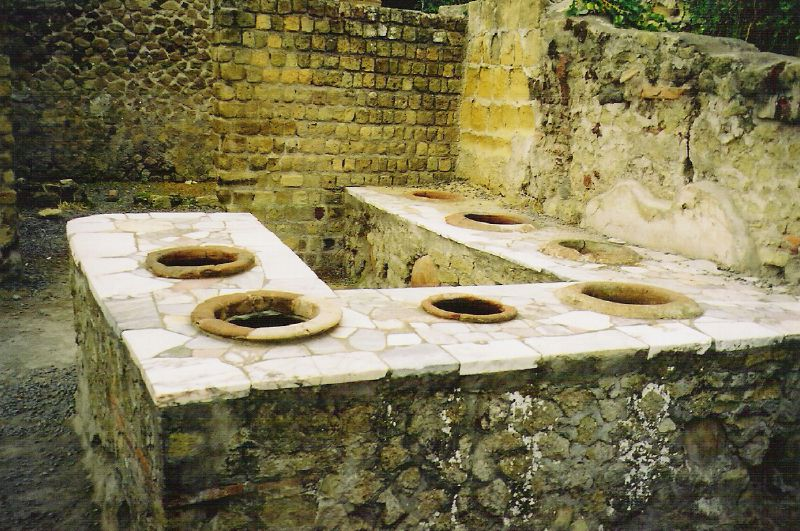
Термополій

Будинок з альковом складається з двох суміжних будівель. Перша є досить скромним житлом, а друга, де ймовірно жила заможна сім'я, відрізняється багатством оздоблення й умеблювання. Підлога критого атріуму вимощена мозаїчними плитками в техніці opus tesselatum і opus sectile. Далі йдуть дві обідні зали — бікліній, стіни якого розписані барвистими фресками в четвертому стилі, і трикліній, раніше вимощений мармуром. Різниця між цими залами полягала в тому, що в біклінії лави для лежання були розташовані по двох сторонах, а в триклінії — по трьох. Назву будинок отримав через альков, до якого потрапляло світло з маленького дворика.

#### Фуллоніка
До будинку з альковом прилягає фуллоніка — антична пральня, — де збереглися баки для прання та сушіння тканини. У цьому ж будинку розташовані житлові приміщення, які займала сім'я працівників фуллоніки.

#### Термополій
У Геркуланумі був також відкритий термополій з прилавком, облицьованим шматками різнокольорового мармуру — так називалася античний шинок, де подавали гарячу їжу й вино з прянощами. Страви розігрівалися за допомогою семи великих посудин, вбудованих у прилавок по саме горло, в які наливали гарячу воду.

### Інсула V

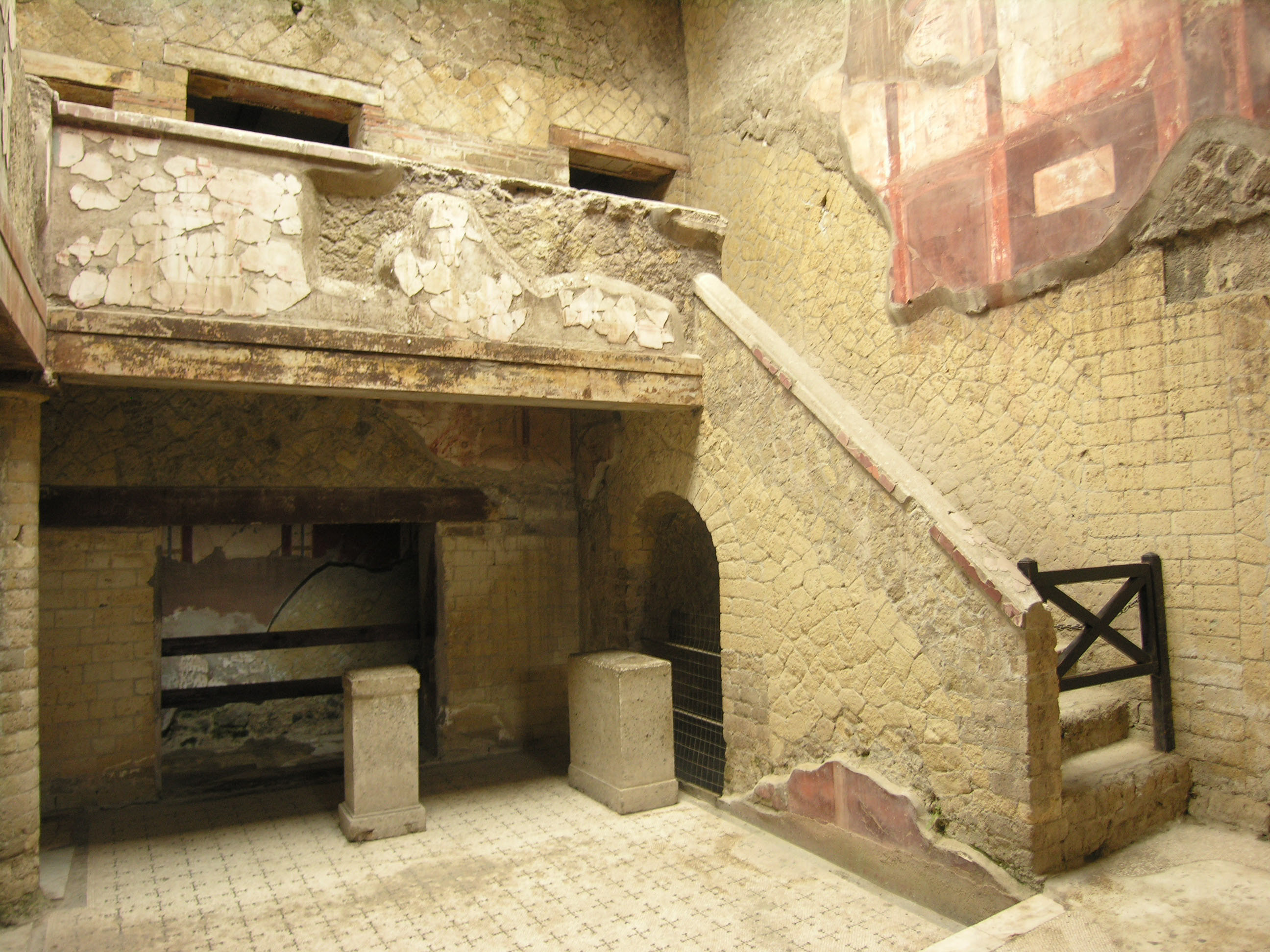
Будинок з прекрасним двориком

#### Будинок з прекрасним двориком
Планування цього будинку, побудованого в середині I століття, досить нехарактерне для античності. Вхід веде до вестибюля з низьким склепінням, з правого боку якого розташовані три невеликі кімнати. Далі йде приміщення внутрішнього дворика, який дав назву будинку. Звідти можна піднятися сходами на балкон з трьома входами в кімнати другого поверху. Ці сходи дуже нагадують сходи періоду італійського Середньовіччя.

#### Будинок з дерев'яним святилищем
Назва цього будинку (невеликого за розміром, але розписаного майстерними фресками) дали через святилище у ньому — скринька з дерева у формі храму, всередині якого знаходилися статуетки божеств, що оберігають домівку. Святилище стояло на дерев'яній шафці, у якій зберігалися різні побутові дрібниці, такі як флакончики парфумів і ґудзики, а також миска з часником.

#### Дім двохсотріччя
Будівлю було відкрито в 1938 році, рівно через 200 років з моменту початку розкопок Геркуланума, й названо на честь цього ювілею. Вхід веде у великий атріум з похилим дахом, вистеленим підлогою з чорно-білою мозаїкою і стінами, що розписані фресками в четвертому стилі з архітектурними та анімалістичні мотивами. У глибині будинку знаходиться приміщення таблінум з двома бічними крилами й вишуканою мозаїчною підлогою з чорно-білим геометричним візерунком у техніці opus tesselatum і центральною плитою в техніці opus sectile. На його стінах написані дві великі фрески, що зображують Дедала й Пасіфаю з одного боку і Венеру та Марса з іншого. До таблінуму прилягає портик з садком, звідки сходами можна піднятися нагору. У стіні одного з покоїв другого поверху знаходиться хрестоподібне заглиблення, де раніше, ймовірно, містився дерев'яний хрест. Якщо це припущення правильне, то хрест із Геркуланума є найдавнішим християнським символом у світі. Нижче стояла шафка з дерева, схожа на вівтар для ларів, родинних божеств, які оберігають домівку.

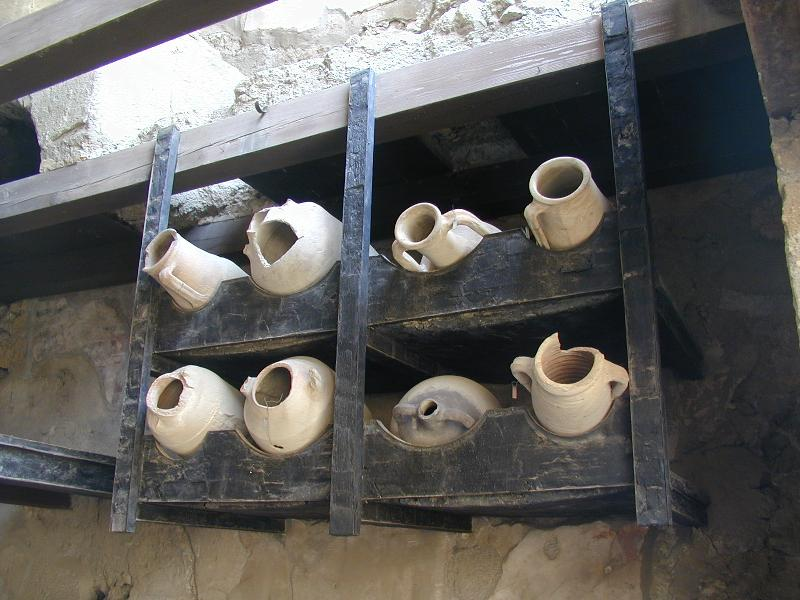
Винна крамниця з амфорами

#### Дім мозаїки Нептуна й Амфітрити
Цей будинок, ймовірно, належав заможному торговцеві, винна крамниця якого знаходилася в до будівлі, що приміщенні. Сама крамниця чудово збереглася, і в тому числі акуратно покладені на дерев'яних полицях амфори, у яких 2 тисячі років тому зберігалося вино. Від входу були проходи до таблінуму і до трікліннію, де збереглося мармурове облицювання та мозаїчні панелі на стінах.

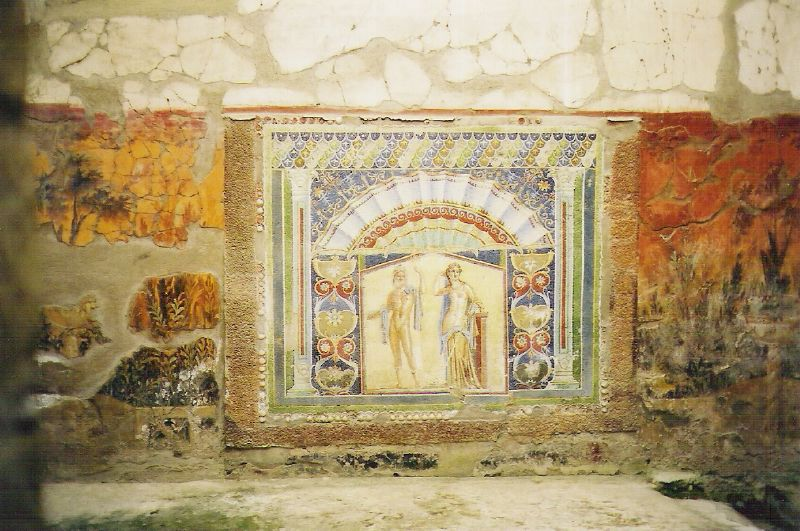
Мозаїка з зображенням Нептуна та Амфітрити

У внутрішньому дворику знаходиться велика ніша, облицьована плитками з мушель і перламутру, з двома нішами меншого розміру з боків. Стіна над нішами прикрашена мозаїками на тему полювання — на блакитному тлі зображені собаки й олені, над якими півколом звисає гірлянда фруктів і листя з павичем, що ходить по листі. Вище прикріплені ліпні театральні маски. На сусідній стіні знаходиться мозаїка, що дала дому назву — зображення Нептуна й Амфітрити. У покоях другого поверху частково збереглося мальовниче опорядження інтер'єру й предмети обстановки — наприклад, статуетка Юпітера і герма Геркулеса.

#### Будинок з коринфським атріумом
У цьому будинку з оформленого портиком входу можна потрапити в атріум з маленьким мармуровим фонтаном у центрі й шістьма коринфськими колонами[недоступне посилання з липня 2019] з туфу, облицьованими штучним мармуром стукко. У приміщенні праворуч від входу збереглася мозаїчна підлога з геометричними візерунками, а з кімнат ліворуч від входу можна піднятися до покоїв другого поверху. За атріумом знаходиться просторий трикліній, де виставлені різні предмети побуту та обстановки, що збереглися в цьому будинку.

#### Будинок з обвугленими меблями
Цей будинок є однією з найстаріших міських будівель. В епоху імператора Клавдія він був оновлений і розписаний фресками в третьому і четвертому стилі. З вестибюля можна потрапити до приміщення триклінію, прикрашеного фресками на архітектурні мотиви. Усередині збереглися (хоч і досить обвуглені) обіднє ложе, дерев'яний стіл та кераміка. У дальньому кінці атріуму знаходиться таблінум і кімната, що виходить у внутрішній дворик, де влаштовано імплювій для збору дощової води і ларарій з ліпними рельєфами.

#### Самнітський будинок
Ця будівля, що датується кінцем II століття до н. е. — одна з найстаріших у місті. По боках біля входу в будинок стоять коринфські колони з туфу, на які спирається балкон другого поверху. За вестибюлем, розписаним фресками в першому стилі, які імітують мармур різних відтінків, розміщено атріум. Вгорі в атріумі влаштовано криту галерею з іонічними колонами, облицьованими штучним мармуром стукко, а по центру розташований імплювій для збору дощової води. У будинку виставлені деякі виявлені в ньому предмети — наприклад, фрагмент статуетки Венери і дерев'яні ніжки столу у формі собак. Вишукано декоровані покої першого поверху і планування другого свідчать про те, що спочатку будинок належав багатим городянам, однак потім невеликі приміщення нагорі почали здавати в оренду. Раніше в будинку був сад, потім він відійшов до сусіднього будинку з великим входом.

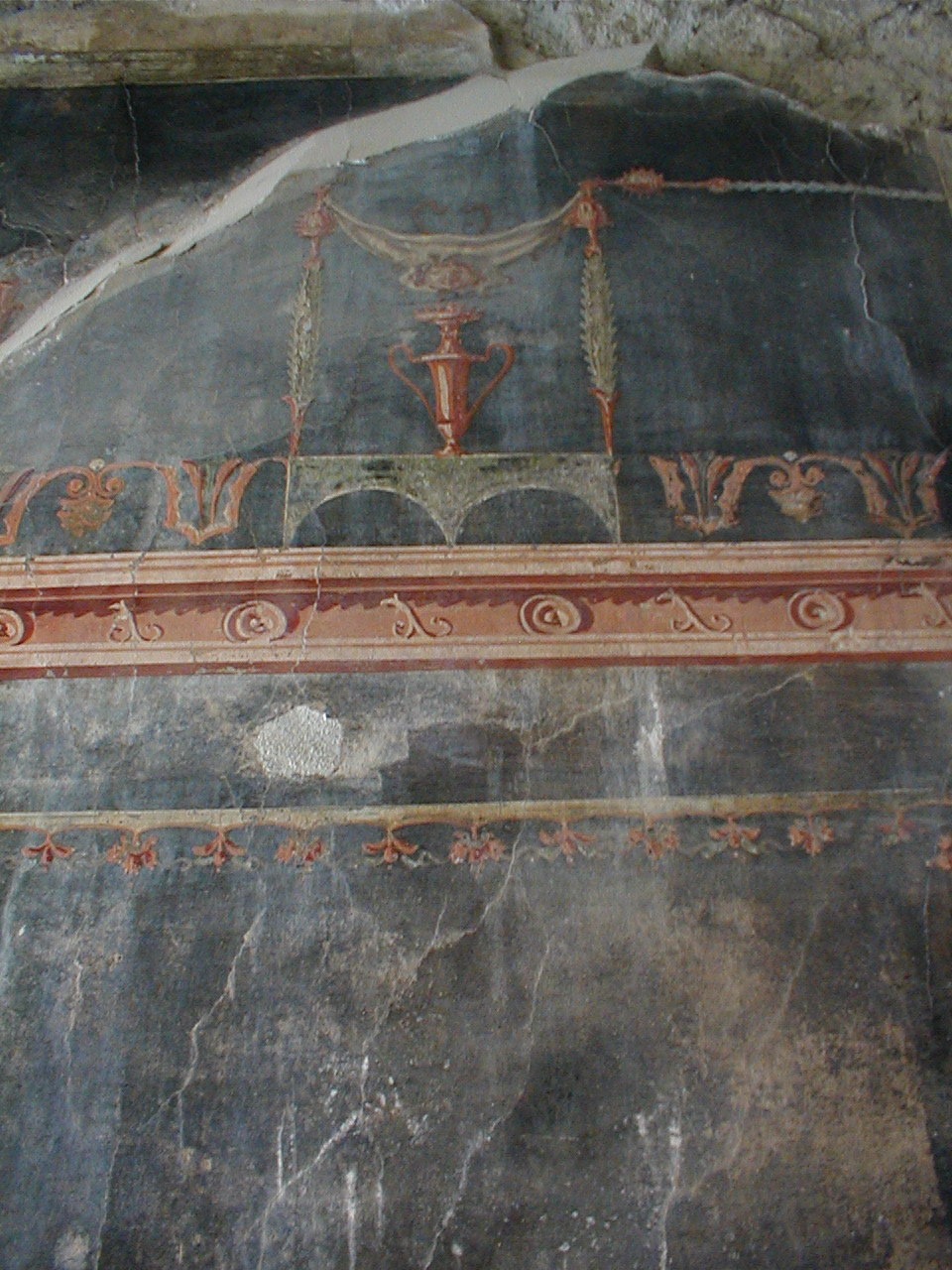
Червоно-чорні фрески будинку з чорним залом

#### Будинок з великим входом
Ця будівля має великий вхід[недоступне посилання з липня 2019] з цегляними напівколонами по боках, які увінчані кам'яними коринфськими капітелями з різьбленими фігурками крилатих богинь перемоги. Особливістю цього будинку є відсутність атріуму — кімнати розташовані відразу з боків вестибюля, що суміжний з внутрішнім двориком просто неба. У дворику була влаштована система теракотових каналів, якими дощова вода потрапляла в резервуар. Внутрішні покої будинку розписані фресками в четвертому стилі. Так, на стіні триклінія збереглося мальовниче панно на тему міфу про Діонісія, а у вестибюлі, серед фресок на архітектурні мотиви — зображення птахів, що клюють плоди вишні, та метеликів. У кутку будівлі розміщено крамницю, відокремлену від інших кімнат, а отже, імовірно, що вона здавалися в оренду.

#### Дім ткача
Судячи з клаптів тканини, виявлених в кімнаті першого поверху, у цьому будинку жила і працювала родина ремісника-ткача.

### Інсула VI

#### Будинок з чорним залом
Цей будинок є одним з найрозкішніших маєтків Геркуланума. Він має просторий зал, прикрашений вишуканими фресками в четвертому стилі із зображеннями на чорному тлі. У кімнаті поруч з атріумом було виявлено 20 воскових табличок з ім'ям Венідія Енніхія (швидше за все, так звали господаря будинку). З предметів інтер'єру добре збереглися дерев'яні двері та ларарій з мініатюрними дерев'яними колонами, увінчаними капітелями з мармуру.

#### Терми

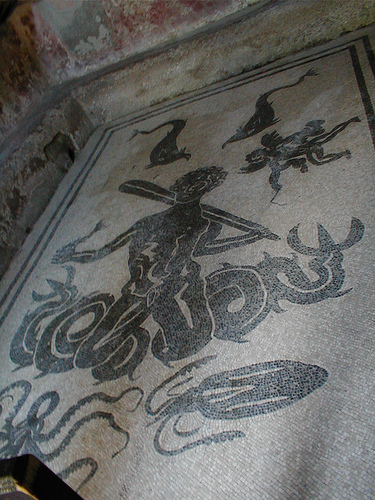
Мозаїка з Тритоном, чоловіча половина терм

Внутрішнє приміщення терм розділене на жіночу та чоловічу половини. Коридор від входу в чоловіче відділення веде на майданчик, який з трьох сторін оточений аркадами. Майданчик служив не тільки для занять гімнастичними вправами, але і як місце зустрічей або очікування. Далі йде приміщення аподітерії (антична роздягальня) з лавками і поличками для одягу, що виходить в тепідарій та фригідарій — зали для теплого й холодного обмивання. Склепіння фригідарію небесно-блакитного кольору розмальовані рибами та морськими істотами, які, відбиваючись у воді, створювали ілюзію купання в морі. У тепідарії, де вода нагрівалася від циркуляції гарячого повітря під підлогою, збереглися на підлозімозаїчні плити із зображенням тритона в оточенні дельфінів. З тепідарію можна було потрапити в приміщення кальдарію, де знаходилися басейни з гарячою водою та посудини для контрастного обмивання холодною водою.

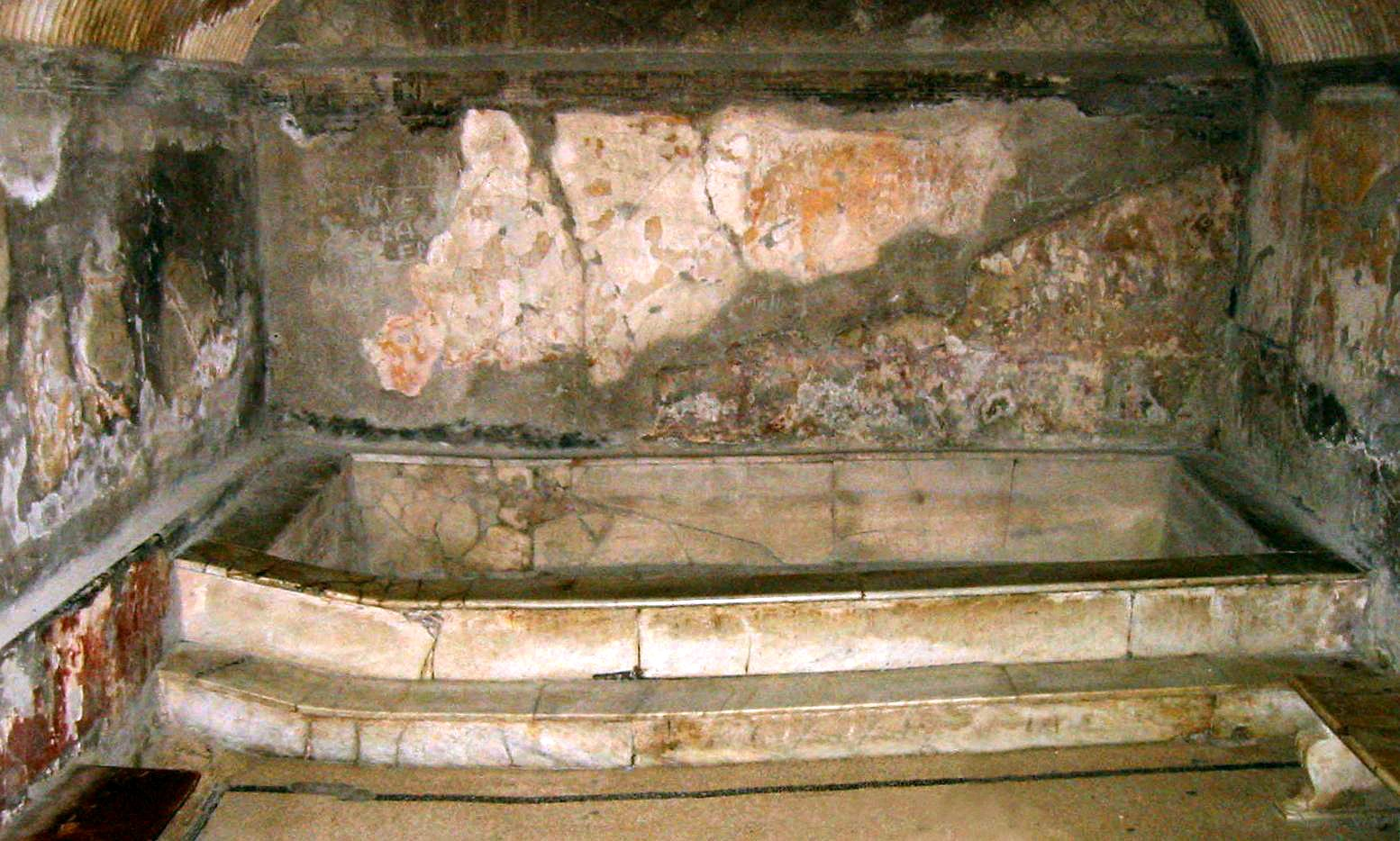
Відділення жіночого кальдарію

Жіноча половина терм, куди вів окремий вхід з вулиці, має менший розмір і прикрашена скромніше, проте краще збереглася. З внутрішнього дворика можна потрапити в приміщення аподітерію, малюнок мозаїчних плит на підлозі якого зображує тритона в оточенні чотирьох дельфінів, восьминога і каракатиці. Підлога жіночого тепідарію прикрашена мозаїками з геометричним візерунком і декоративними настінними панелями. Жіночий кальдарій освітлювався через отвір у склепінні. Цікаві також інші приміщення терм — наприклад, майданчик для гри у м'яч.

#### Будинок з двома атріумами
Ця будівля примітна своїм незвичайним плануванням — всередині неї знаходяться два атріуми, відокремлені один від одного таблінумом. Склепіння першого атріуму спирається на чотири колони, а з другого (лівого) атріуму можна потрапити в крило з житловими приміщеннями.

#### Будинок з тосканською колонадою

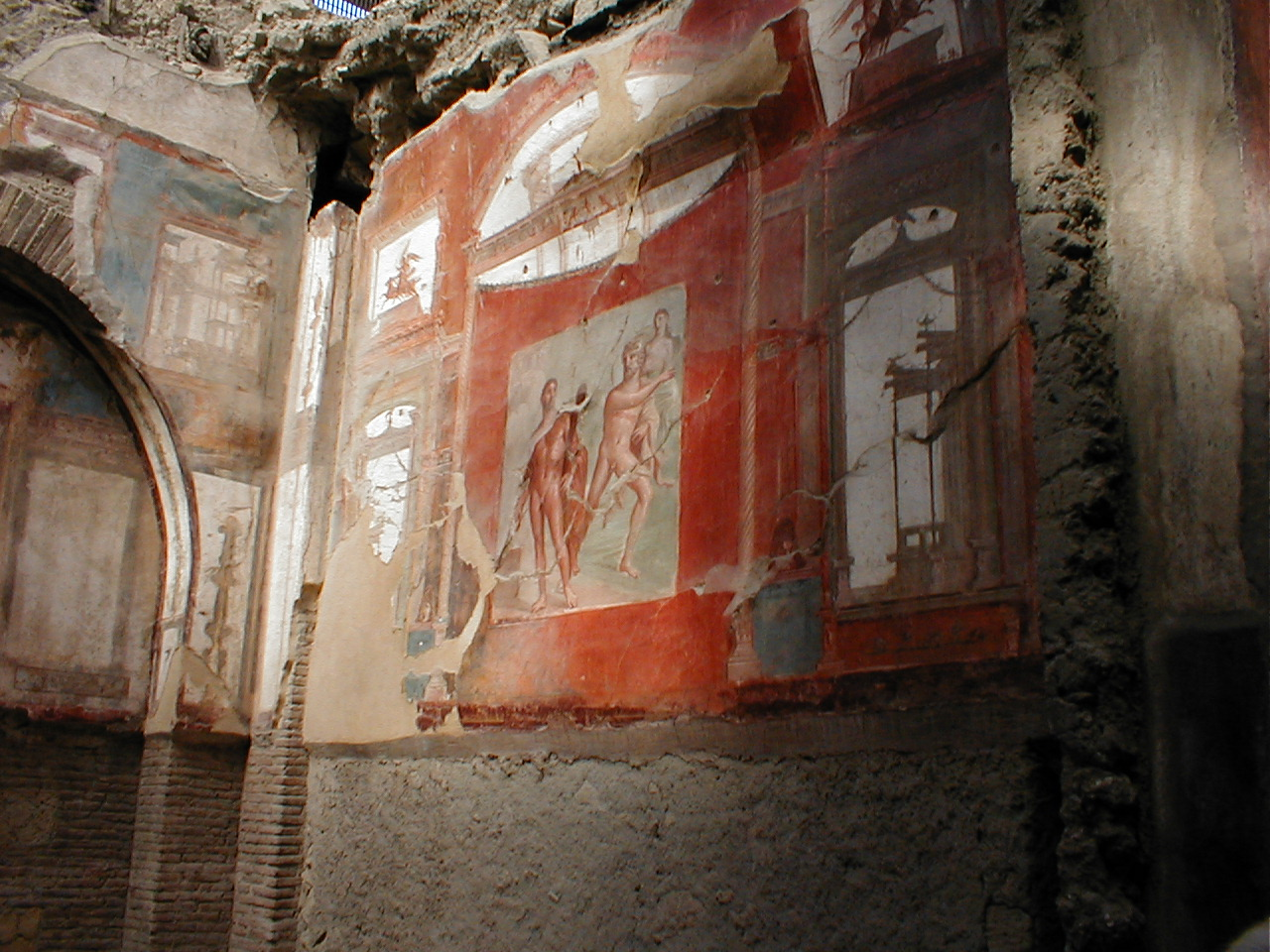
Фреска на стіні колегії Августа

Цей будинок був споруджений з великих блоків туфу ще в самнітські часи, а після землетрусу 62 року був значно перебудований — приміщення, що виходять на вулицю, були перероблені під крамниці. Будинок примітний своїм перистилем, оточеним величною критою колонадою тосканського ордера. Приміщення кімнат і триклінія розписані фресками в третьому і четвертому стилі.

#### Колегія Августа
Ця квадратна в плані споруда, склепіння якої спирається на чотири колони, було присвячено імператору Октавиану Августу, а також було місцем засідання курії. Всередині знаходиться святилище, де виконувалися обряди, пов'язані з шануванням імператора. Пол викладено мозаїчними плитами в техніціopus sectile, а стіни розписані фресками в четвертому стилі — із зображенням Геркулеса, Юнони та Мінерви з одного боку та Нептуна і Амфітрити з іншого. Праворуч знаходиться маленька кімнатка, всередині неї було виявлено тіло сторожа, що лежав на ліжку.

### Інсула VII

#### Дім Гальби
Ця будівля прилягає до сучасного Ерколано, тому ще не досліджена до кінця. Всередині знаходиться перистиль доримської епохи з доричними колонами з туфу, облицьованими штучним мармуром стукко. Між колонами влаштований подіум.

### Східна інсула I

#### Будинок з коштовністю
Будинок був названий на честь виявленої всередині нього ювелірної прикраси з вигравіруваним портретом Лівії, дружини Октавіана Августа. За атріумом, розписаним червоно-чорними фресками, знаходиться приміщення таблінуму, відокремлене рядом тосканських колон. Далі йдуть кубікулум і тераса, що була раніше закрита вікнами. Вузьким коридором праворуч від атріуму можна потрапити в кухню і вбиральні.

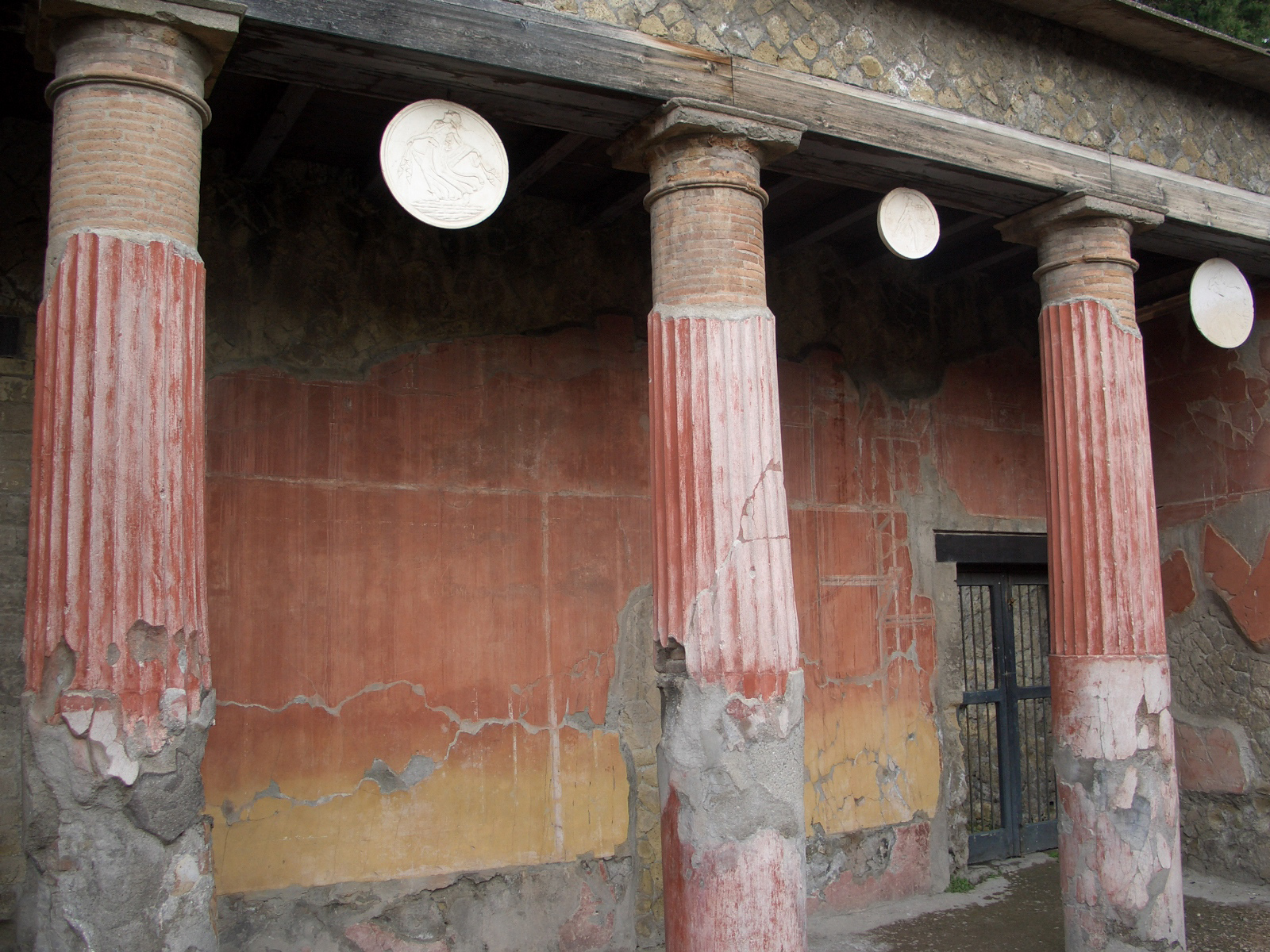
Атріум будинку з рельєфом Телефоса

#### Будинок з рельєфом Телефа
Цей будинок — один з найбільших в Геркуланумі. Його незвичайне планування обумовлене рельєфом ділянки, на якій стоїть будинок. Вестибюль веде в атріум, простір якого ділиться на три частини двома рядами колон. У проміжках між ними підвішені круглі мармурові панелі з рельєфами театральних масок і сатирів. Враження від атріуму, у глибині якого знаходиться таблінум, посилюється через червоний колір стін і колон. Зліва від атріуму розташовані кімнати скромного вигляду і хлів з дуже низькою стелею.
Друга частина будинку, куди можна потрапити похилим коридором поруч з таблінумом, розташована під кутом і знаходиться на нижчому рівні. У цій частині знаходиться перистиль з колонами, великим садом і прямокутним басейном посередині. З перистиля є входи в три кімнати, пишно облицьовані мармуром. Ще один коридор веде на терасу, яка виходить до моря, а звідти можна перейти в інші покої, у тому числі в зал, підлога та стіни якого розкішно декоровані різнобарвним мармуром. Сусіднє з ним приміщення прикрашене рельєфом на тему міфу про Телефа.

### Східна інсула II

#### Пекарня

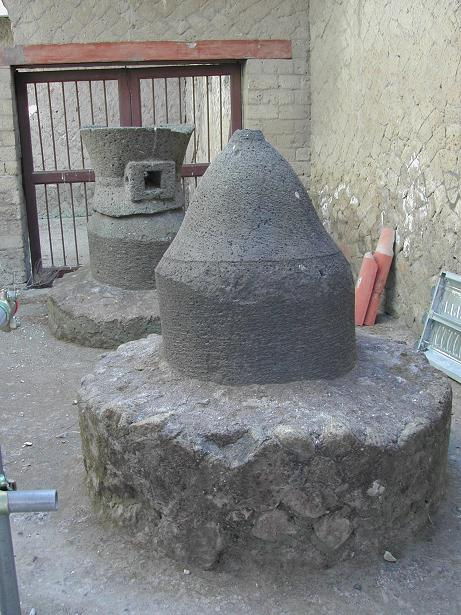
Жорна з пекарні

У пекарні виконувалися всі роботи циклу хлібопечення — від помелу зерна до випікання хліба. У внутрішньому дворику досі лежать два жорна з лави, які, судячи за знайденими поруч кістками, приводили в рух осли. Крім того, у пекарні є хлів і дві вбиральні, а на другому поверсі — житлові покої.

#### Палестра
На сході міста знаходиться палестра — приватна гімнастична школа для хлопчиків-підлітків. Її центральну частину займає майданчик просто неба розміром 70×50 м з великим хрестоподібним басейном, посеред якого раніше був встановлений бронзовий фонтан у вигляді п'ятиголової змії, що обплітала дерево (зараз тут встановлена сучасна копія). З трьох сторін майданчик оточений портиком з аркадами, а четверта (північна) сторона закінчується криптопортиком [Архівовано 29 лютого 2008 у Wayback Machine.], склепінчастим коридором з вікнами. Мармурове облицювання покоїв, що прилягають до палестри, було пошкоджене при розкопках у XVIII столітті, але дві мармурові панелі виставлені в Національному археологічному музеї Неаполя.

### Передмістя

#### Заміські терми
Заміські терми, ймовірно, були даром місту від проконсула Нонія Бальба — всередині будівлі колись стояла статуя та вівтар на його честь, а будинок по сусідству імовірно займав сам проконсул. Загалом ці терми — з склепінчастою стелею і облицьованими цеглою стінами — дуже добре збереглися. Вхід з фронтоном і колонами веде до вестибюля, аркові склепіння якого утримуються чотирма колонами. У це приміщення світло проникає через слухове вікно на стелі. Всередині вестибюля на пілястрах стоїть статуя Аполлона, з якої колись бив струмінь води в резервуар, розташований нижче. На відміну від головних терм Геркуланума, заміські терми не розбиті на два відділення і використовувалися чоловіками й жінками по черзі або одночасно. Наступна кімната майже повністю зайнята басейном і служила відразу аподитерієм і фригідарієм. Далі йдуть покої для зустрічей і очікування, підлога яких вистелена чорним мармуром, а біля стін, розписаних фресками, мармурові лави. Звідти можна було потрапити в тепідарій з великим басейном і потім в невеликий лаконік (своєрідна сауна). У кальдарії, де відбувалося гаряче обмивання, є також резервуар для холодної води. Позаду кальдарія розташовується префурній, кочегарне приміщення.

### За декуманусом

#### Базиліка
Ця будівля була частково досліджена через підземні ходи ще в 1739–1761 роках. Напис всередині базиліки свідчить про те, що її було відновлено після землетрусу 62 року на кошти проконсула Нонія Бальба. Стіни базиліки, розділеної колонадами на три секції, були розписані фресками, деякі з яких тепер виставлені в Національному археологічному музеї Неаполя, а інші втрачені. Усередині розташовувалися дві екседри, на стінах яких було зображення Тесея та Мінотавра, Геркулеса і Телефа, а також багато мармурових і бронзових скульптур — статуй імператорів, проконсула і членів його родини. Біля входу в базиліку стояли кінні статуї проконсула та його сина.

#### Форум
Форум Геркуланума лежить за декуманусом. Велика квадратова арка відділяє облицьовану мармуром і заставлену статуями площу суду від ринку.

#### Театр

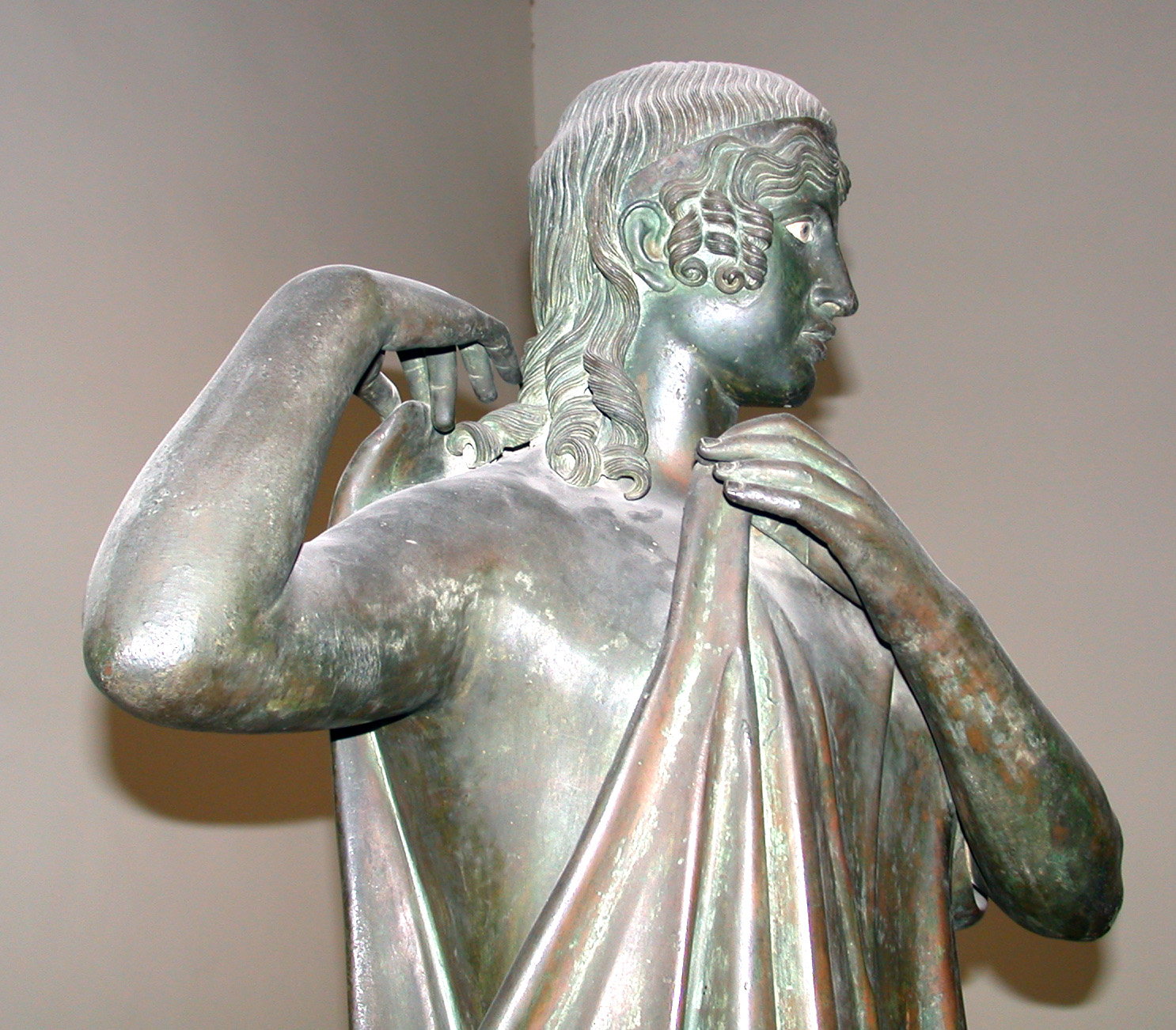
Статуя танцівниці з Вілли папірусів (колекція Національного археологічного музею Неаполя)

Театр Геркуланума вміщував близько 2,5 тисяч глядачів (приблизно половину населення міста) і був багато декорований. Його оточували два ряди арок і колон, а на верхньому ярусі півколом стояли бронзові статуї, що зображують відомих городян і членів сім'ї імператора. Сцена була вимощена цінним мармуром червоного, жовтого, пурпурового і чорного кольорів. На жаль, перші непрофесійні розкопки Геркуланума завдали театрові непоправної шкоди — всі статуї і майже всі цінні предмети мистецтва було вилучено зі своїх місць, і тепер вигляд театру далекий від первісного. Крім того, він як і раніше, похований під шаром породи, і побачити його руїни можна лише через тунелі, прокладені в XVIII столітті.

### Вілла папірусів

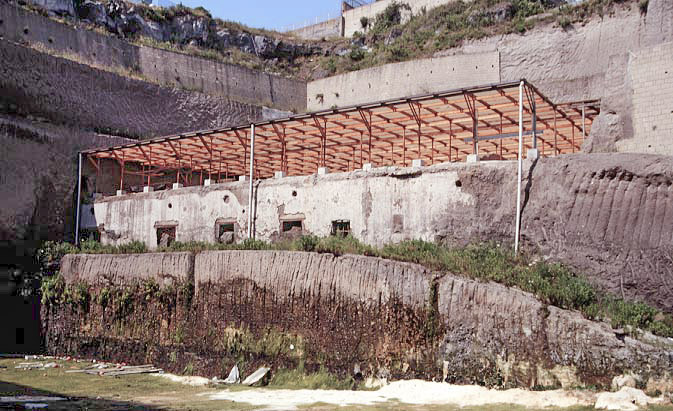
Вілла папірусів

Ця розкішна заміська вілла, що розміщена на площі 2 790 м² і віддалена від Геркуланума на відстані кількох сотень метрів, була відкрита наприкінці 1740-х років. Під керівництвом Карла Вебера її досліджували протягом шести років шляхом пробивання коридорів у породі, але в 1765 році через вихід газу розкопки було згорнуто. Археологічні роботи поновлювалися в 1930-х і 1990-х роках, коли за вісім років було очищено від породи близько 10 % території вілли. В 1998 році розкопки було припинено через брак коштів.
Вілла була споруджена приблизно в I столітті до н. е. і спочатку мала набагато скромніші розміри, але пізніше була добудована. У її західній частині розташовувався просторий перистиль розміром 90×35 м з басейном у центрі й десятками бронзових і мармурових статуй. На території вілли було встановлено багато погрудь античних літераторів і державних діячів. Ці знахідки дозволяють припустити, що власник вілли був високоосвіченою людиною і шанувальником мистецтв. Можливо це був Пізон, батько дружини Цезаря на ім'я Кальпурнія.
Найбільш вражаючим відкриттям вілли є унікальна приватна бібліотека (єдина збережена бібліотека часів античності) з 1800 сувоїв папірусу з текстами грецькою мовою, які були складені в кошиках і на полицях у деяких покоях. Вчені також припускають, що в недосліджених приміщеннях вілли можуть зберігатися сувої з втраченими текстами діалогів Аристотеля, п'єс Софокла, Евріпіда і Есхіла, та невідомі книги " Історії від заснування міста ", фундаментальної праці Лівія.

## Проблема збереження міста
Основна мета перших непрофесійних розкопок Геркуланума полягала в пошуку цінних об'єктів античного мистецтва, які вилучалися зі своїх місць і передавалися в приватні колекції. Інформацію про те, де і в якому порядку вони перебували раніше, тепер неможливо відновити. Водночас об'єкти, які, на думку перших дослідників, не становили цінності, були знищені або серйозно пошкоджені. Крім того, методи проведення археологічних робіт у XVIII столітті були досить недосконалими, що теж завдало шкоди місту. Зараз серйозну проблему становить вандалізм туристів, які беруть уламки на пам'ять і пишуть написи на стінах та поверх стародавніх фресок.
З 2001 року почав функціонувати Проект збереження Геркуланума, діяльність якого спільно координують Гуманітарний інститут Паккарда, Британська школа в Римі та Археологічна інспекція Помпей. Основними завданнями проекту є реставрація та роботи зі зниження темпу руйнування міських будівель, розробка довгострокових методів їх охорони, збереження органічних матеріалів, захист від голубів, а також створення документації та повного опису об'єктів.

## Цікаві факти
16 березня 2023 року, колишній генеральний директор GitHub Нат Фрідман та група вчених оголосили конкурс Vesuvius Challenge, згідно з яким вони подарують людині чи команді $ 250 000 за розшифровку 2000-річного рукопису на двох сувоях та зображень на шматках папірусу, які були знайдені в давньоримському місті Геркулануму. Унікальні знахідки належать Французькому інституту в Парижі, а всі заявки до участі в конкурсі мають бути надіслані до 23:59, 31 грудня 2023 року.
У музеї серед інших знахідок зберігається нашийник собаки на ім'я Дельта, на якому описано три випадки, коли Дельта урятував/ла свого господаря (від розбійників, від вовчиці, чиїх вовченят він хотів забрати та з річки, де він тонув). Рештки Дельти знайшли над рештками дитини років десяти, ймовірно, з сім'ї господаря, яку, вочевидь, Дельта намагався (чи намагалась) захистити своїм тілом від небезпеки.

## Галерея

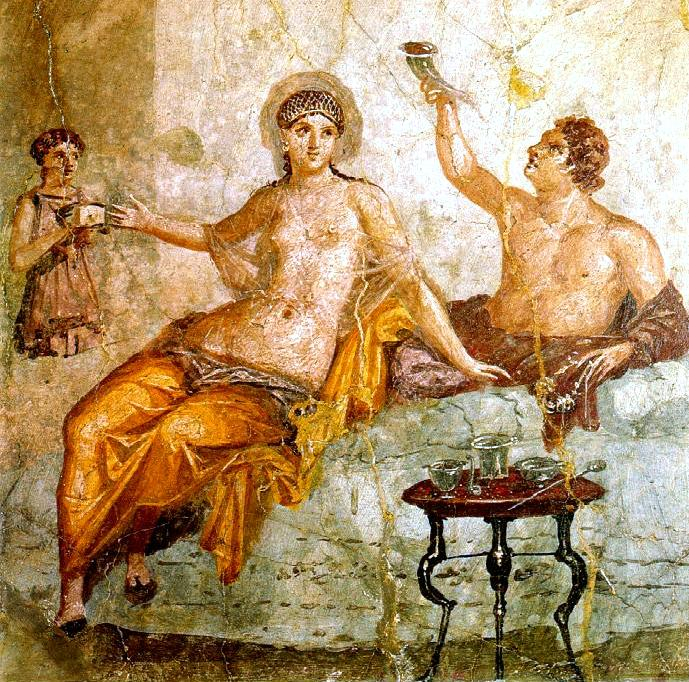
Римська фреска.
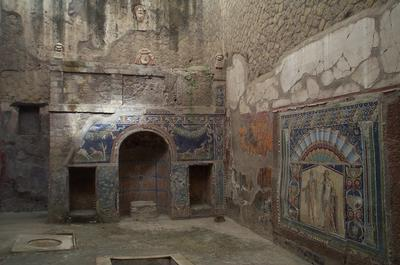
Літній трикліній будинку Нептуна й Амфітрити.
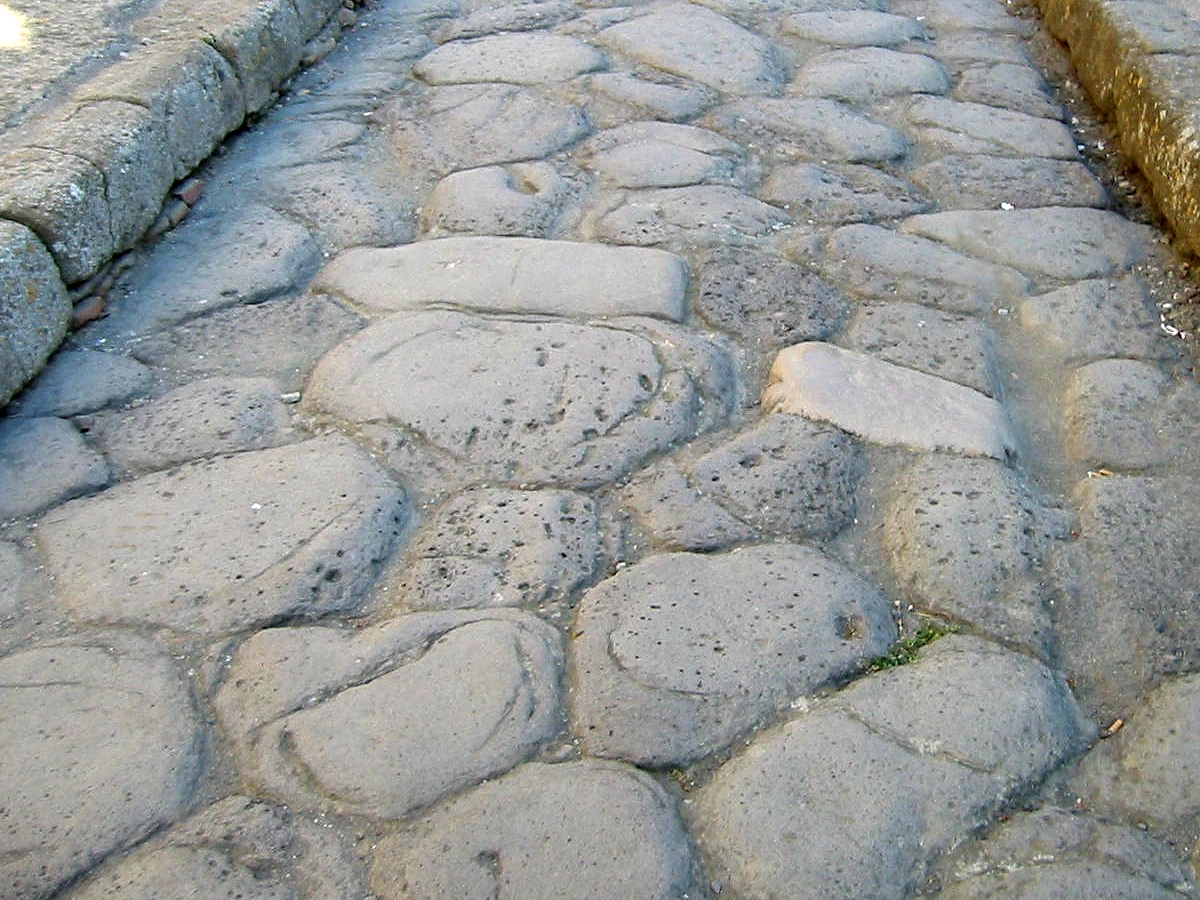
Брук Геркулануму.
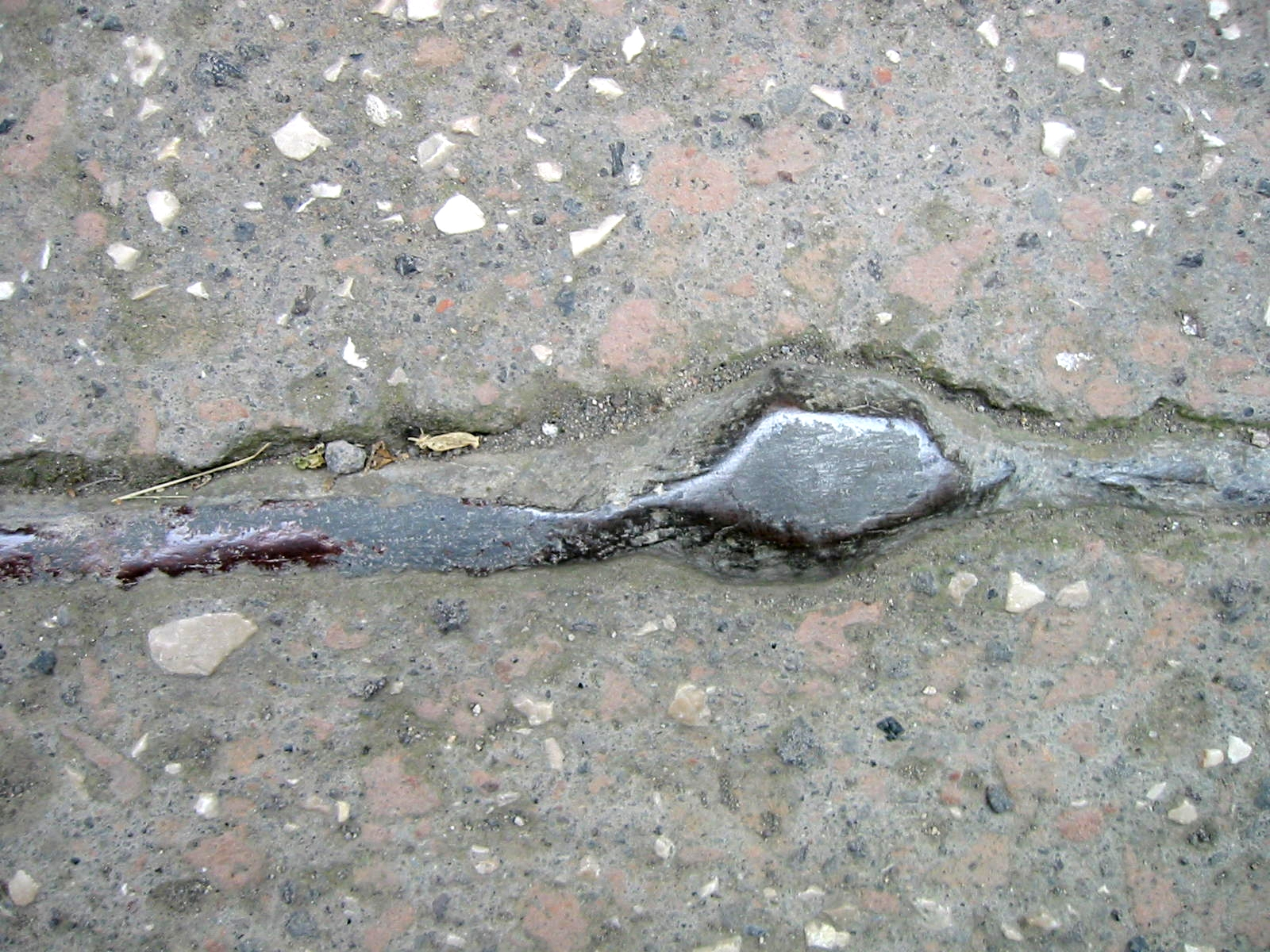
Свинцева труба водогону
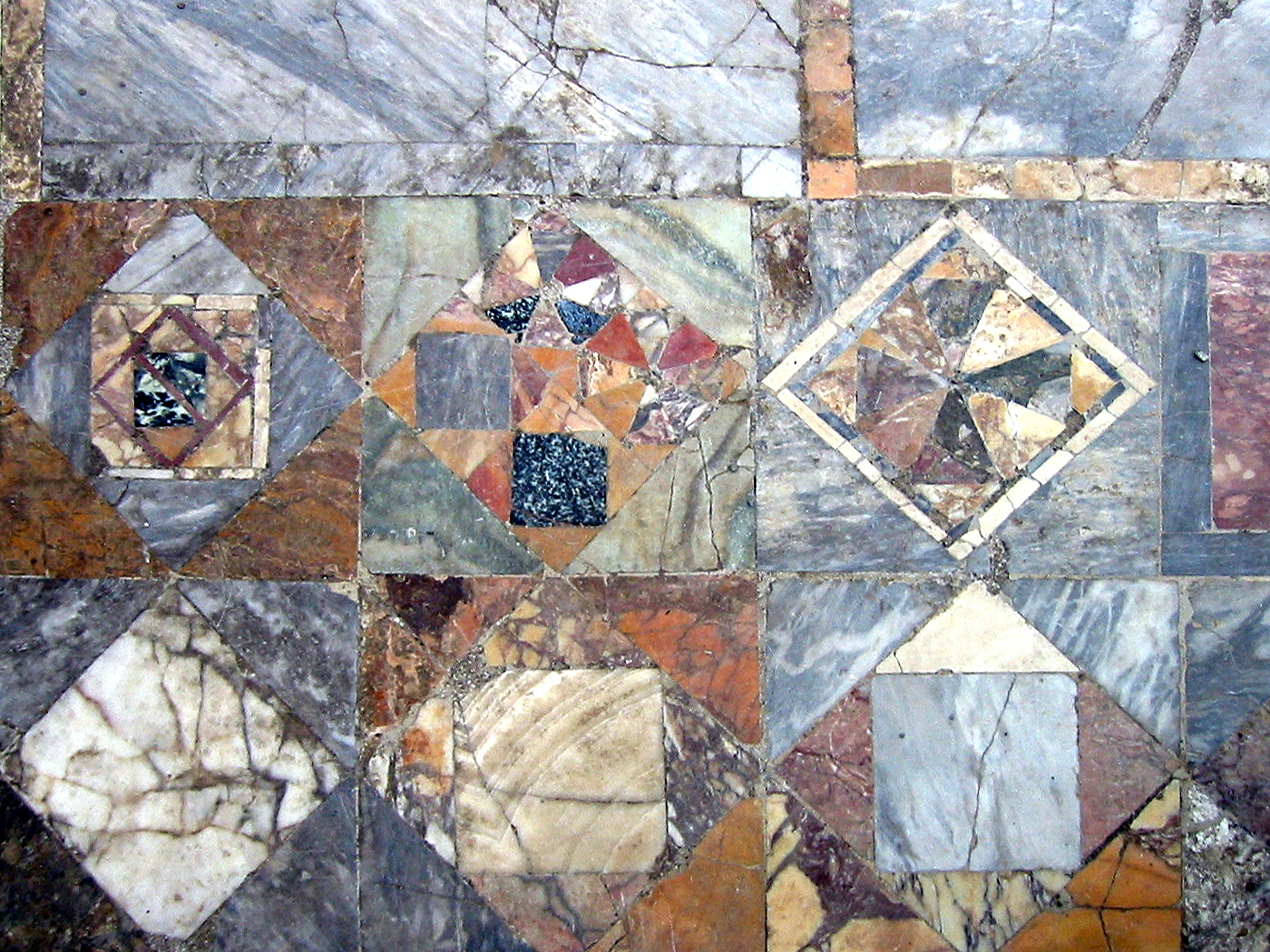
Різні ґатунки мармуру.
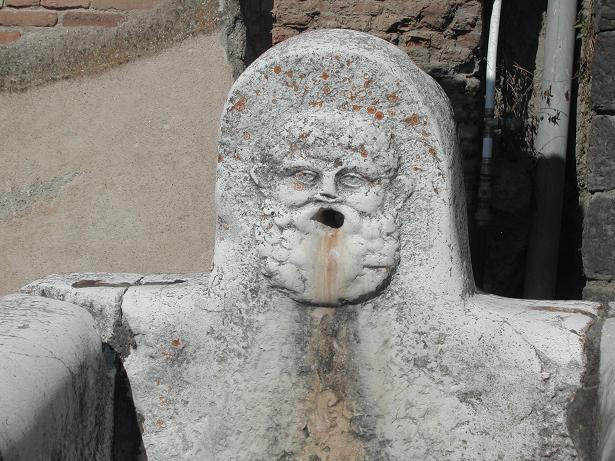
Фонтан.
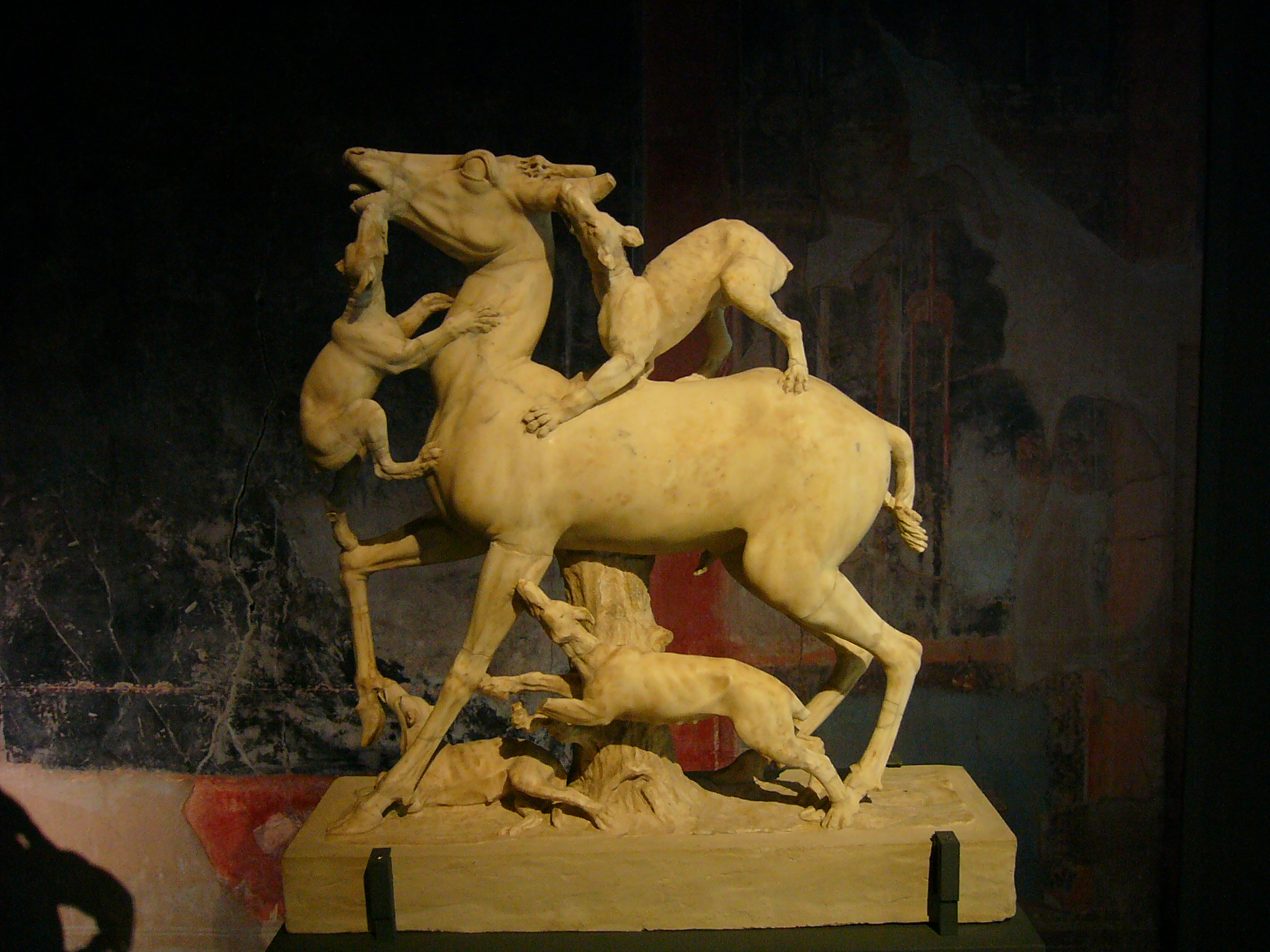
Олень переслідуваний собаками з Будинку з оленем.
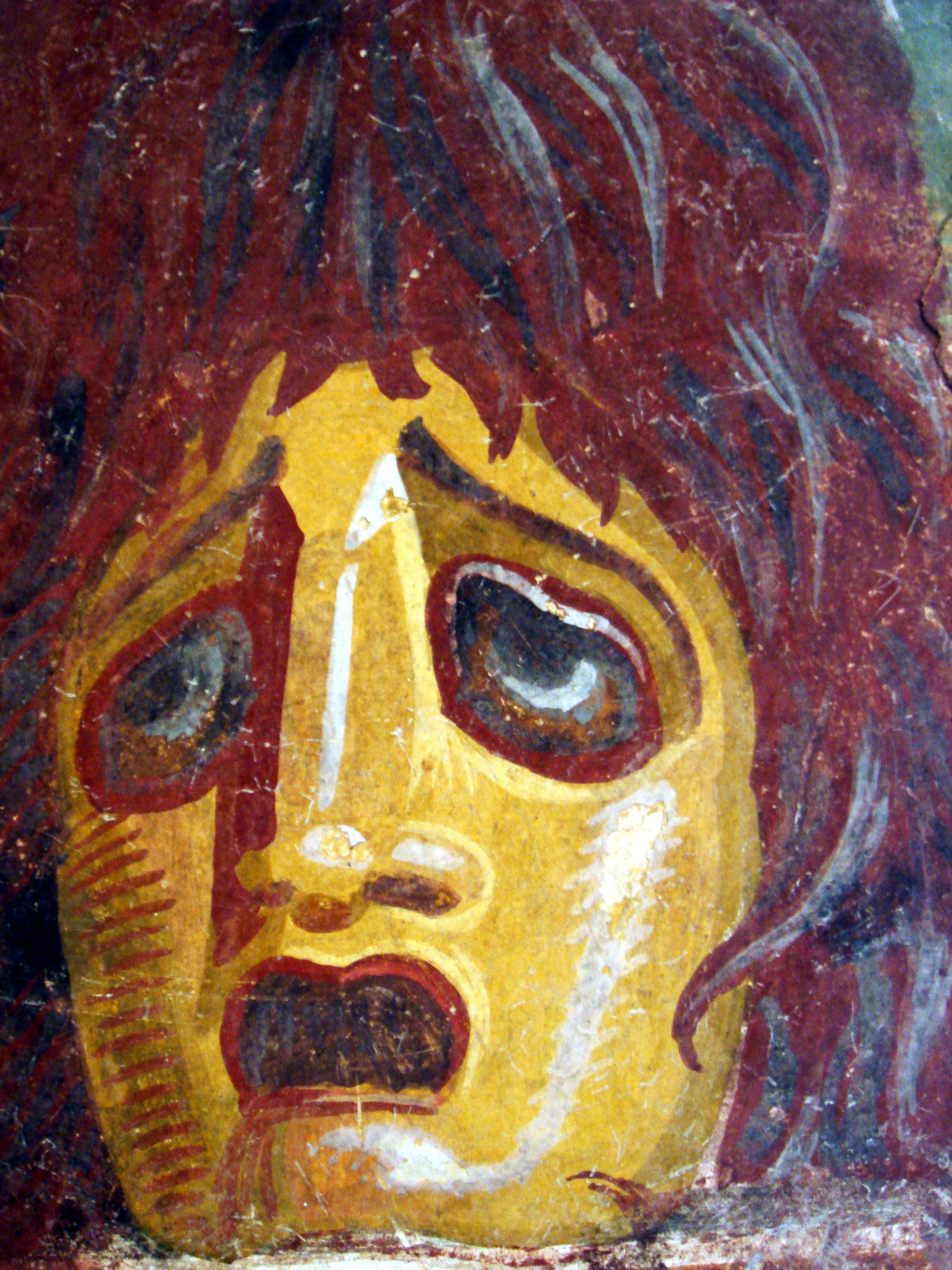
Трагічна маска з Будинку з оленем
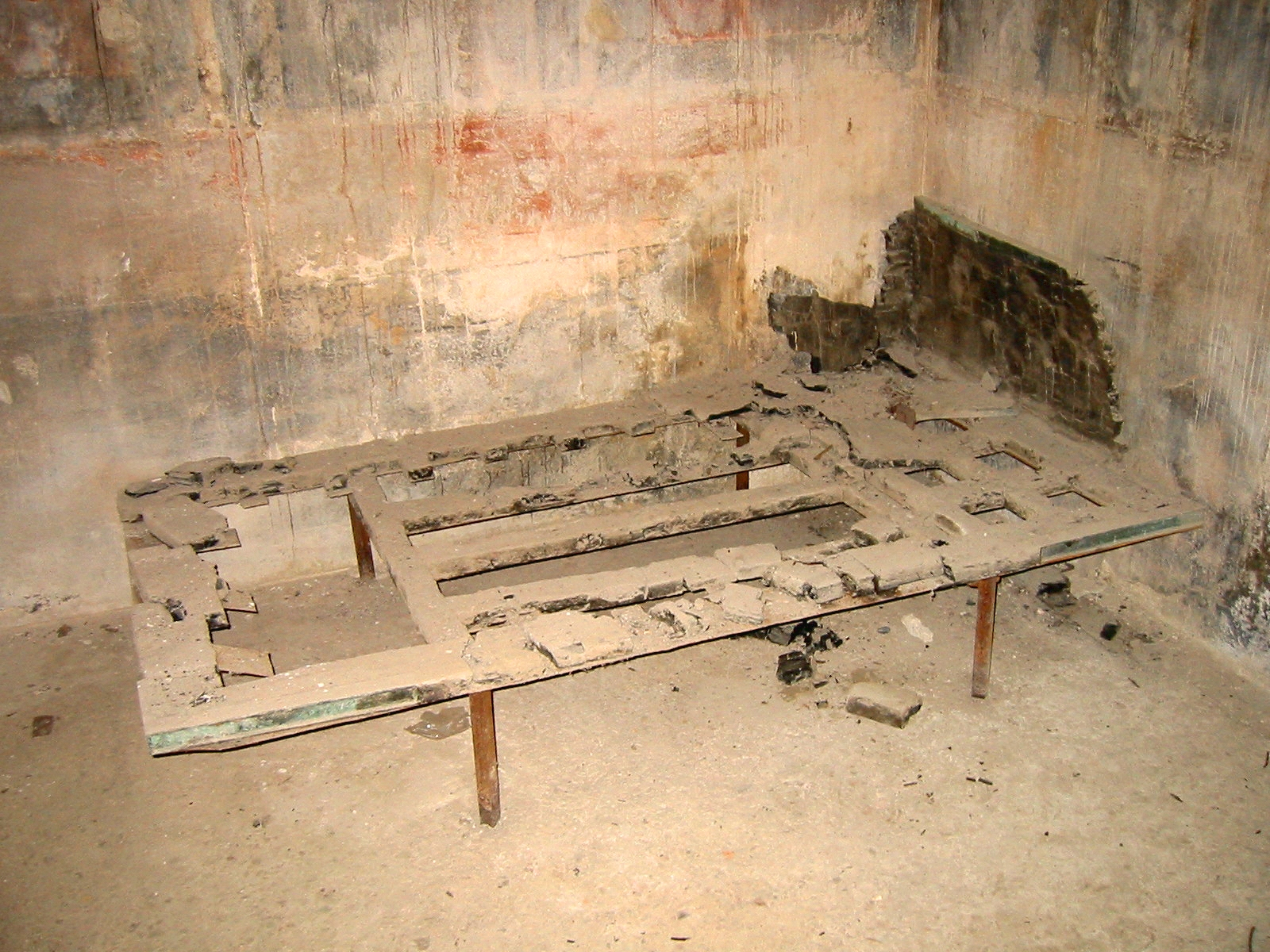
Обвуглене ліжко
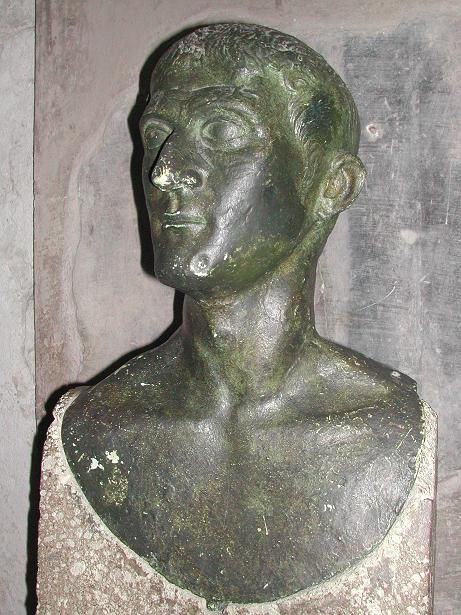
Бог Гермес, погруддя, бронза
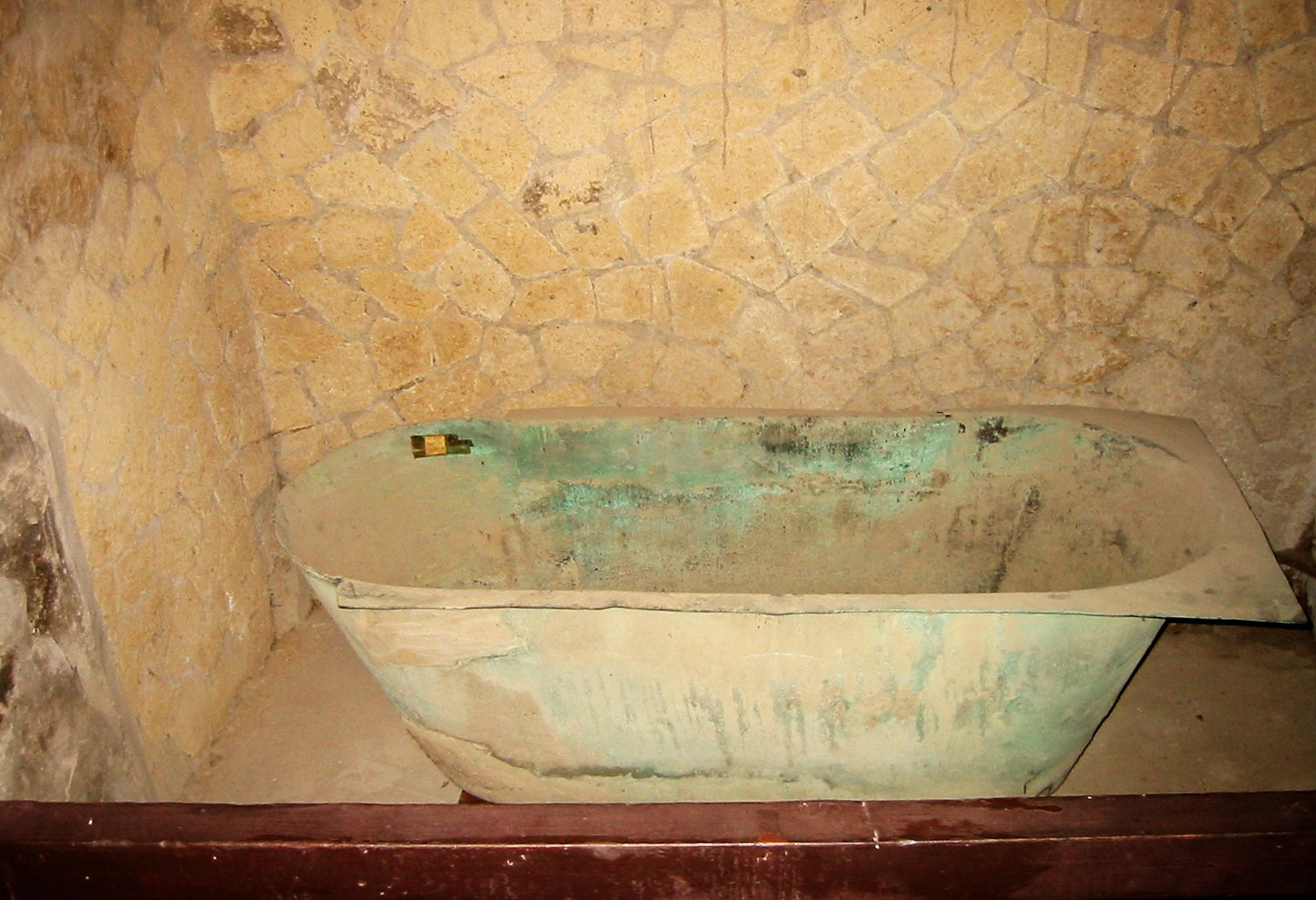
Римська ванна